# Homer slouží vlasti
Homer slouží vlasti (v anglickém originále Simpson Tide) je 19. díl 9. řady (celkem 197.) amerického animovaného seriálu Simpsonovi. Scénář napsali Joshua Sternin a Jennifer Ventimiliaová a díl režíroval Milton Gray. V USA měl premiéru dne 29. března 1998 na stanici Fox Broadcasting Company a v Česku byl poprvé vysílán 29. února 2000 na stanici ČT1.

## Děj
Poté, co Homer způsobí požár jaderné elektrárny, když do jádra reaktoru vloží koblihu, aby ji zvětšil, je panem Burnsem vyhozen. Doma uvidí v televizi náborový inzerát do námořní zálohy a rozhodne se narukovat, přičemž Vočko, Barney a Apu se k němu rozhodnou přidat. Mezitím si Bart koupí náušnici, kterou mu rozhořčený Homer zabaví. 
Homer a ostatní jsou umístěni na jadernou ponorku. Při účasti na vojenském cvičení nechá Homer neúmyslně vystřelit kapitána z torpédometu a pilotuje ponorku do ruských vod, což vláda Spojených států považuje za pokus o zběhnutí. Tato událost způsobí politický rozkol mezi USA a Ruskem, který vede k odhalení, že Sovětský svaz se ve skutečnosti nikdy skutečně nerozpadl, a to včetně Berlínské zdi, která se zvedá ze země, sovětských vojsk a tanků objevujících se v ulicích a Vladimíra Lenina vstávajícího z hrobu v Moskvě. 
Očekává se jaderná válka, dokud americké námořnictvo neshodí na Homerovu ponorku hlubinné nálože s cílem buď ji zničit, nebo přinutit k vynoření. Následný výbuch způsobí v trupu ponorky netěsnost, ale Homer ji ucpe Bartovou náušnicí a ponorku zachrání. Plavidlo se vynoří a Homer je odveden k válečnému soudu, ale protože důstojníci v revizní komisi provedli strašné věci, Homerův trest nakonec skončí mírným propuštěním ze služby a Bartovi okamžitě odpustí, protože mu náušnice zachránila život.

## Produkce
Díl byl jednou ze dvou epizod 9. série, které produkovali Al Jean a Mike Reiss, kteří společně vedli 3. a 4. řadu seriálu. Ačkoli se Jean později vrátil k vedení seriálu v následující sezóně, jednalo se o poslední epizodu, u které Reiss získal titul výkonného producenta. Joshua Sternin a Jeffrey Ventimiliaová, autoři epizody, v té době pracovali na Jeanově a Reissově pořadu The Critic a navrhli epizodu, ve které Homer vstoupí do námořní zálohy. Ačkoli je epizoda částečně založena na filmu Krvavý příliv, původní návrh epizody vznikl ještě před uvedením filmu do kin, po uvedení filmu se scenáristé rozhodli začít do scénáře začleňovat věci z filmu. V původním návrhu se Bart proplížil na palubu ponorky s Homerem – snažili se o to „kvůli komediálnosti“, které se jim ale nepodařilo v předloze docílit, a tak část vystřihli. Bylo pro ně obtížné vymyslet, jak dostat kapitána z ponorky, a nakonec se rozhodli, že ho nechají vystřelit z torpédometu, k čemuž v komentáři na DVD Al Jean tvrdí, že Steiger prý jednou v torpédometu opravdu uvízl.
Instruktora námořního drilu spolu s hlasatelem Exploitation Theater namluvil Michael Carrington, který napsal epizodu 4. série Homerova koronární operace a předtím namluvil Sideshow Raheema. Bob Denver v epizodě namluvil sám sebe a Rod Steiger hostuje v roli námořníka.

## Kulturní odkazy
Mnohé části epizody, včetně názvu, odkazují na film Krvavý příliv z roku 1995. Kapitán ponorky je založen na postavě kapitána Franka Ramseyho, kterého ve filmu ztvárnil Gene Hackman. Homer zmiňuje, že vstup do námořnictva je pro něj a jeho přátele podobný filmu Lovec jelenů, a později je parodována scéna ruské rulety z tohoto filmu. Těsně před potopením ponorky zazní píseň „In the Navy“ a je vidět tančící skupinu Village People. Homerovi se zdá o tom, že je na „planetě koblih", a zdá se mu o trestním procesu podobném tomu z filmu Planeta opic. Kapitán ponorky se jmenuje kapitán Tenille, což je odkaz na hudební duo Captain & Tennille. Když je Homer na palubě ponorky, oslovuje jednoho z členů posádky jako pana Sulu, což je odkaz na postavu ze seriálu Star Trek. Bart zazpívá část písně „Do the Bartman“ a Ralph Wiggum to komentuje slovy, že „je to tak rok 1991“, kdy byl vydán videoklip k této písni. Děda Simpson tvrdí, že napadl Johna F. Kennedyho na PT-109, když Kennedy prohlásil „Ich bin ein Berliner“, což vedlo k tomu, že si ho děda spletl s nacistou.

## Přijetí
V původním vysílání skončil díl v týdnu od 23. do 29. března 1998 na 29. místě v žebříčku sledovanosti s ratingem Nielsen 9,2, což odpovídá přibližně 9,0 milionům domácností. Byl to druhý nejlépe hodnocený pořad na stanici Fox v tomto týdnu, hned po seriálu Akta X.
Michael Schiffer, jeden ze scenáristů filmu Krvavý příliv, si prý tuto epizodu užil. Mike Reiss považuje část, v níž se Rusko vrací do role Sovětského svazu, za „to nejšílenější, co kdy v seriálu bylo“. Autoři knihy I Can't Believe It's a Bigger and Better Updated Unofficial Simpsons Guide, Warren Martyn a Adrian Wood, ji označili za „poměrně přímočarou epizodu, kde největší smích vyvolává Homerova schopnost mluvit s tučňáky a Bartova snaha zapůsobit na spolužáky tím, že dělá Bartmana“.